# H5-ös HÉV

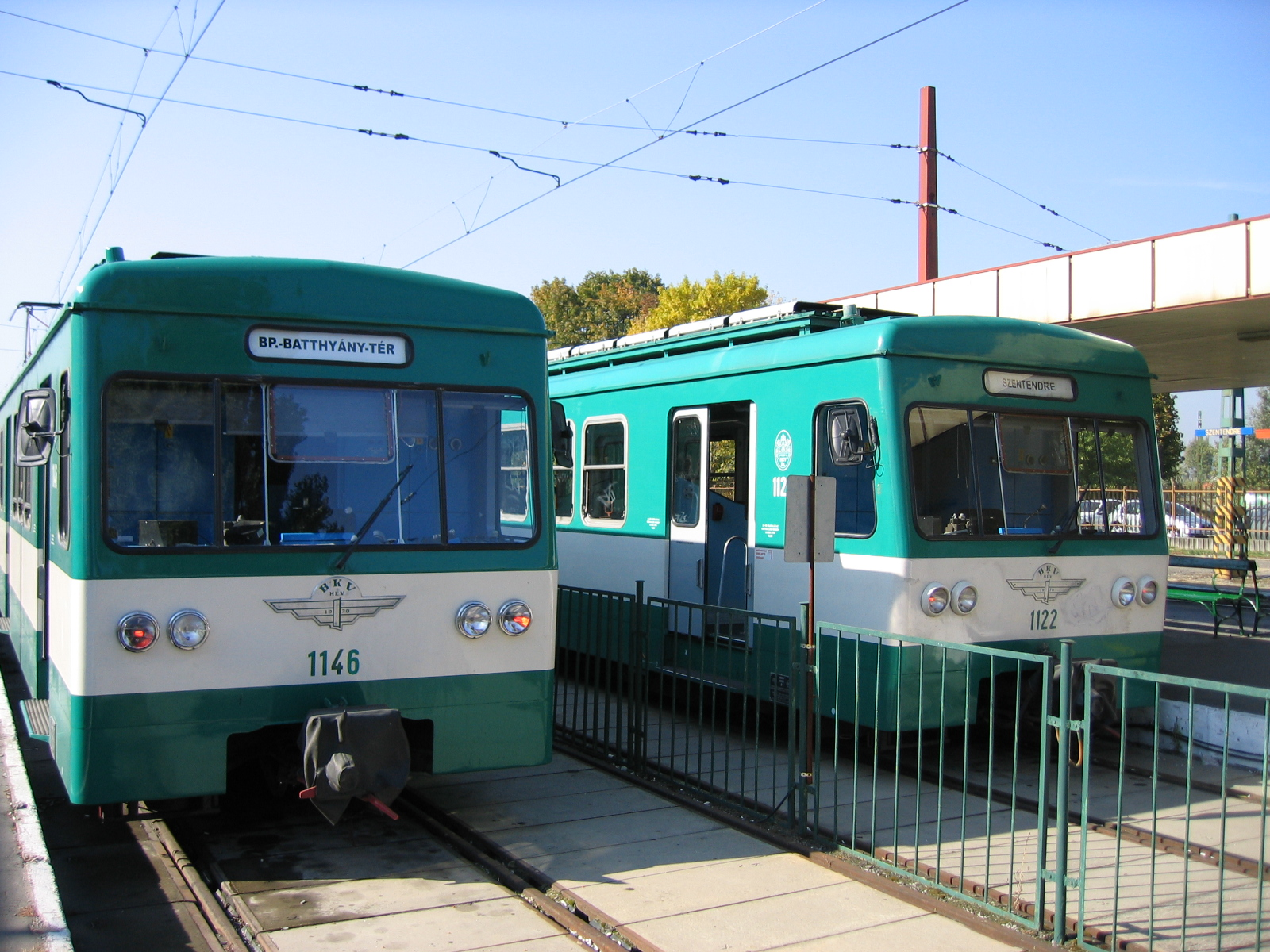
HÉV szerelvények a szentendrei végállomáson

A H5-ös HÉV (250-es vasútvonal; 2011-ig szentendrei HÉV) Budapest legforgalmasabb elővárosi vasútvonala, amelyet a MÁV-HÉV Helyiérdekű Vasút Zrt. közlekedtet a Batthyány tér és Szentendre, illetve betétjáratként Békásmegyer között. A H5-ös számot 2011. május 1-étől viseli.
A vonalat a szentendrei kocsiszín szolgálja ki.

## Története
A Budapesti Közúti Vaspálya Társaság (röviden BKVT) által épített szentendrei helyiérdekű vasútvonal budai végállomása – üzemének első éveiben – az azóta felszámolt Filatorigát állomás volt (Óbudán, a mai Bogdáni úti buszvégállomás és a Szentendrei út között). A Filatorigát állomástól Szentendréig tartó 16,3 km hosszú vasútvonalat 1888. augusztus 17-én nyitották meg. A gőzüzemű vasútvonal felépítményét 20,0 kg/fm tömegű sínekből építették, 9,0 tonna tengelyterhelést engedélyeztek rajta.
Az 1880-as évek végén a MÁV megkezdte a budapesti pályaudvarok összekapcsolását az úgynevezett körvasutakkal. A Duna jobb partján végighúzódó jobbparti körvasutat a Déli Vasút budai végállomásától, az egykori Császárfürdő állomáson keresztül kezdték megépíteni. Az ideiglenesen a Filatorigát mellett létesült Grünwald és Társa Szeszgyárig tartó, 6 km hosszan kiépült körvasutat 1892. szeptember 1-jén vették használatba.
Filatorigát állomás és a jobbparti körvasút közötti viszonylag rövid összekötővágány 1895-ben épült ki. (A mai Bogdáni út Duna és Szentendrei út közötti szakaszán.) Az összekötővágány átadásával, valamint a jobbparti körvasút budai szakaszának igénybevételével a helyiérdekű vasút szerelvényei az akkoriban komoly közösségi közlekedési csomópontnak számító Pálffy térig (a mai Bem József térig) közlekedhettek.
A Margit híd 1935-ös felújítása és szélesítése után, 1937-től a szentendrei vasút új, tágasabb végállomást kapott a híd budai hídfőjétől északra, nagyjából a mai alagútba vezető rámpa helyén. A Margit híd alatt átvezetett vágányokat nem bontották el, a jobbparti körvasút teherforgalmát tovább szolgálta. Az M2-es metróvonal építésével összefüggő vízivárosi felszíni átrendezés miatt a jobbparti körvasút Bem József utcai szakasza az 1970-es évek elején szűnt meg.
1970–1972 között az M2-es metróvonal második szakaszának építésével párhuzamosan a helyiérdekű vasutat kéregvezetésű megoldással meghosszabbították a Bem rakpart alatt. Az ekkor megszűnő Császárfürdő állomástól induló alagútban, a Margit híd hídfőjében új megállóhelyet, a Batthyány tér alatt pedig egy háromvágányú végállomást alakítottak ki. A meghosszabbítás során a korábbi felszíni végállomásból az új alagút rámpájának Duna felőli oldalán egy egy vágányos csonka vágány maradt szükség végállomás céljára. Császárfűrdő állomásból forgalmi kitérő lett. (Komjádi elágazás). Elbontották a jobbparti körvasutat a Margit körút és a Margit híd között és kiszélesítették az Árpád fejedelem útját. A Batthyány téri metróállomásig tartó 1,2 km vonalszakaszt 1972. december 23-án nyitották meg. Az Árpád híd budai hídfőjénél, a Korvin Ottó téren (1990 óta Szentlélek tér) ekkor épült a HÉV-megálló közelébe a BKV-buszvégállomás.
Az 1970-es évek végén a két kis sugarú ívből álló Bogdáni úti pályaszakasz kiváltására nyomvonal-korrekciót végeztek. A Bründl-, a Rádl- a Filatori-árok és az Aranyhegyi-patak felhagyott dunai torkolata helyén 1978 decemberében elkészült nagy sugarú, hosszú ívekkel kialakított új nyomvonalon létesítették a mai Filatorigát megállóhelyet, továbbá megszüntették a Benedek Elek utca megállóhelyet, helyette épült meg a mai Kaszásdűlő megállóhely a Köles utcai útátjárónál. (A párhuzamos Szentendrei út is ekkor szélesedett ki a mai formájára: Az eredetileg 1968-ban irányonként egy sávosra megépült korábbi Bogdáni úti felüljárón átvezetett sugárút a HÉV pályáját a Filatorigát állomás után keresztező, új Mozaik utcai felüljárón már irányonként három sávos kapacitású lett.)
Az egykori Filatorigát állomást az új nyomvonal elkerülte és ekkortól már csak üzemi, illetve teherpályaudvarként üzemelt, egészen az 1996-os megszüntetéséig. A hajdani állomás területén előbb barkács- majd bútoráruház épült. A régi felvételi épülete a mai napig áll. Az 1990-es években az Gázgyár bezárásával megszűnt az esztergomi vasútvonal Aquincum-Gázgyári delta - Filatorigát szakasz is. A többi pályarészt a HÉV örökölte. (Óbuda-Gázgyár és Filatorigát teherpályaudvarok felvételi épületei ma is állnak.)
Békásmegyeren 1971–1983 között jelentős lakótelep-építések zajlottak, az ugrásszerűen megnövekedett utazási igények miatt betétjáratok indítása vált szükségessé. Az egymástól kis távolságra fekvő régi Békásmegyer-Pünkösdfürdő állomást és Békásmegyer felső megállóhelyet megszüntették, helyettük létesült a betétjáratok félreállítását lehetővé tevő, aluljáróban megközelíthető, 1981 decemberében átadott középperonos Békásmegyer állomás. Békásmegyer-Pünkösdfürdő a Pünkösdfürdő utcai átjárótól délre terült el, egykori felvételi épülete ma is megtekinthető, Békásmegyer felső megállóhely pedig a mai állomástól északra, a Budakalász fölötti dombot megkerülő ív után szolgálta az utazóközönséget.
Aquincum megállóhely eredetileg az elágazásnál, az Aquincumi Múzeum romkertjével szemben helyezkedett el. Ezt az 1978-ban elkészült nyomvonal-korrekció során az esztergomi vasút hídjának északi oldalára, a Zsófia utca két oldalára helyezték át. Majd - az átszállás megkönnyítése céljából - 2015–2016 között a déli irányú megálló is a vasút és a Zsófia utca közé került. (Az irányonként három sávosra kiszélesített Szentendrei út miatt a megállóhely eredeti helyétől nyugatabbra eltolva üzemel a mai Aquincum elágazás szolgálati hely.)
Szentendre HÉV-állomás 1914-ben átadott régi kocsiszínjét az 1980 körül épült nagy kapacitású járműtelep üzembe helyezését követően felhagyták. A HÉV állomás környéke (Állomás tér) még előtte nyerte el a mai formáját. 1978-ban az új Dunakanyar körút alatt a belváros felé vezető gyalogos aluljáró épült és a buszpályaudvar első ütemét is ekkor adták át. 1992-ben építették az állomás mai perontetőit és nyílt meg a felújított régi kocsiszínben a Városi Tömegközlekedési Múzeum.
Az 1980-as években elvégzett, általában részleges felújítások óta a vonal műszaki állapota jelentősen leromlott, a legsúlyosabb problémát az elavult biztosítóberendezés műszaki helyzete jelentette. A Batthyány tér–Békásmegyer közötti vonalszakaszon a biztosítóberendezés teljes rekonstrukciójára 2006–2007 között került sor. A rekonstrukciós munkákat részleges pálya- és felsővezeték-felújítás, valamint az energiaellátási rendszer felújítása előzte meg, amelyeket a 2005. június 25-től augusztus 4-éig tartó vágányzárban végeztek el. 2008 nyarán az Újpesti vasúti híd felújítása következett, aminek következtében a Budapest–Esztergom-vasútvonalon közlekedő vonatok a Nyugati pályaudvar helyett a HÉV Margit hídi felszíni ideiglenes végállomásáról indultak Esztergom felé (a dízelmotorvonatok a füst miatt az alagutat nem használhatták). A vonatok az Aquincumi elágazásig a HÉV vágányait használták, az elágazásnál balra kanyarodó összekötő vágányon haladtak tovább Óbuda vasútállomásig, onnan már a megszokott útvonalon folytatták az útjukat Esztergom vasútállomásig.
2015-ben az épülő budai fonódó villamoshálózat miatti villamospálya építési munkálatokban megrongálódott és beázott az alagút a Margit hídnál, ezért azt időszakosan le kellett zárni. Az alagút Bem rakparti födémét ezután végig megerősítették. A Batthyány téri végállomáson pedig oszlopsor került a végállomás középperonjára.
2016. február 8-án Fónagy János, a Nemzeti Fejlesztési Minisztérium parlamenti államtitkára Gyálon ismertette, hogy az állam által átvett HÉV vonalakat elővárosi vasúttá alakítanák.
2016. november 1-jétől a HÉV-vonalakat a Budapesti Helyiérdekű Vasút Zrt. (BHÉV) üzemelteti.
2017. december 1-jétől péntek és szombat esténként – az M2-es metró üzemidejének meghosszabbításával összefüggésben – a H5-ös HÉV üzemideje is bővül. Ezeken a napokon irányonként további 1-1 szerelvényt indítanak, így az utolsó HÉV hajnali fél 2 körül ér Szentendrére.
2019. május végi ülésén a Fővárosi Közgyűlés hozott határozatot arról, hogy a H5-ös HÉV-vonalat, tekintettel annak fontosságára, utasforgalmának nagyságára, 2019. szeptember 1-jétől a Főváros M5-ös metróvonalaként hivatkozza, de az átnevezés végül elmaradt. Az M5-ös metróvonal nevet csupán a H5-öst érintő jövőbeli fejlesztési tervek viselik, a vonal átnevezése ezen tervek megvalósulásáig nem valószínű.

## Járművek
A vonalon LEW MX/A típusú, az NDK-ban készült motorvonatok közlekednek.
Közlekedik egy háromkocsis felújított „szuperhév“ is. Teljesen új belsőteret is kapott, valamint ingyenes wifi is van rajta, 230 V-os konnektorokat is elhelyeztek rajta. Teljesen be van kamerázva.
Szentendre HÉV-állomáson található a BKV Városi Tömegközlekedési Múzeuma (címe: 2000 Szentendre, Dózsa György út 3.)

## Jövőbeli fejlesztések
A Budapesti Agglomerációs Vasúti Stratégia keretein belül tervezik a vonal felújítását, összekötését a Budapest–Esztergom-vasútvonallal és a két vonal átjárhatóságához szükséges új, kétáramnemű villamos motorvonatok beszerzését. További fejlesztési tervek között szerepel a vonal összekötése egy alagúton át a H6-os, a H7-es HÉV-ekkel és a Budapest–Kelebia-vasútvonallal, az M5-ös metró keretein belül.

## Balesetek
1952. december 26-án Császárfürdőnél súlyos baleset történt, az állomáson álló esztergomi vonatba egy érkező HÉV-szerelvény ütközött. A balesetben 26-an meghaltak és 57 sérült volt. A katasztrófát okozó váltókezelőt statáriálisan kivégezték, az ítéletet másnap hajtották végre.

## Érdekesség
A vonalat már az 1890-es évektől tervezték a Szentendrei-Duna partjai mentén Visegrádig meghosszabbítani. Komolyabb lépések ennek érdekében 1914-ben és 1920–21-ben történtek: előbbi esetben a közigazgatási bejárás történt meg, utóbbinál egy 1920-as évekbeli forrás szerint megtörtént a kisajátítás, sőt, 23 km hosszan a földmunkát is elvégezték. Először a világháború, majd a gazdasági válság hiúsította meg a terveket. (Ezen a szakaszon 1928-ban indult helyközi buszjárat.)

## Megállóhelyei
| 0  | Batthyány tér végállomás             | 38 | 19, 41 11, 39, 111 990                                                                          | Vásárcsarnok, Metróállomás |
| 2  | Margit híd, budai hídfő              | 35 | 4, 6, 17, 19, 41 9, 26, 91, 191, 226, 291 923, 931, 934, 960                                    | Margit híd, Budai Irgalmasrendi Kórház, Szent Lukács gyógyfürdő |
| 5  | Szépvölgyi út                        | 33 | 17, 19, 41 9, 29, 65, 65A, 111, 165 923, 934, 960                                               | Kolosy Üzletház, Budapesti Újlak Sarlós Boldogasszony Plébániatemplom                                                                                                  |
| 6  | Tímár utca                           | 31 | 29                                                                                              | Rozmaring Tenisz Klub, UTE Kajak-kenu Szakosztály |
| 8  | Szentlélek tér (korábban: Árpád híd) | 30 | 1, 1A 29, 34, 106, 118, 134, 137, 218, 226, 237 800, 815, 820, 821, 830, 832, 840, 848 901, 918 | Zichy-kastély, Óbudai Gimnázium |
| 10 | Filatorigát                          | 27 |                                                                                                 | Óbudai-sziget |
| 12 | Kaszásdűlő (korábban: Köles utca)    | 26 | 34, 106, 134, 226 923, 934                                                                      | Auchan, Szérűskert Tanuszoda, Dr. Szent-Györgyi Albert Általános Iskola, NAV Bűnügyi Főigazgatósága                                                                    |
| 14 | Aquincum                             | 24 | 34, 106, 134 923, 934 S72 Z72 S76 (Aquincum megállóhely)                                        | Aquincumi Múzeum, Amfiteátrum |
| 16 | Rómaifürdő                           | 22 | 34, 134 923                                                                                     | Római Strandfürdő |
| 18 | Csillaghegy                          | 20 | 134, 160, 219 923, 943, 960                                                                     | Csillaghegyi Strandfürdő és Uszoda, Csillaghegy Gyógyszertár Archiválva 2022. augusztus 17-i dátummal a Wayback Machine-ben, Pitypang Művészeti Óvoda, kiskereskedések |
| 22 | Békásmegyer végállomás               | 17 | 34, 134, 160, 204, 243, 296 869 923, 934, 943, 960                                              | Békásmegyeri Piac, Szent Margit Rendelőintézet (Csobánka tér), Békásmegyeri Közösségi Ház, Veres Péter Gimnázium                                                       |
| 26 | Budakalász                           | 13 | 943                                                                                             | |
| 28 | Budakalász, Lenfonó                  | 11 | 943                                                                                             | |
| 30 | Szentistvántelep                     | 9  | 943                                                                                             | |
| 32 | Pomáz                                | 7  | 855, 856, 860, 861, 862 943                                                                     | |
| 37 | Pannóniatelep                        | 2  | 943                                                                                             | |
| 40 | Szentendre végállomás                | 0  | 868, 869, 870, 872, 873, 874, 876, 878, 879, 880, 882, 883, 884, 889, 890, 893, 895, 898 943    | Városi Tömegközlekedési Múzeum |